# Era Uma Vez (canção)
"Era Uma Vez" é uma canção da cantora brasileira Wanessa Camargo, presente em seu quarto álbum em estúdio, W (2005). Oficialmente liberada às rádios em 30 de outubro de 2006, a canção obteve destaque nas rádios mesmo antes de seu lançamento como single não-oficial, como parte da estratégia de divulgação do álbum. A canção obteve sucesso relativo por ser considerada uma das faixas preferidas da cantora.

## História e lançamento
"Era Uma Vez" foi parte integrante do álbum W, lançado em 2005, mas ganhou visibilidade em 2006 ao ser promovida nas rádios antes de seu lançamento oficial como single. Sua liberação não-oficial foi bem-sucedida, sendo considerada uma das faixas preferidas da cantora. A canção recebeu uma versão remix em colaboração com o rapper brasileiro C4bal, ampliando sua sonoridade original e proporcionando uma abordagem inovadora à música. A estratégia de pré-lançamento nas rádios contribuiu para sua popularidade antes mesmo do lançamento oficial.

## Tema e influências
Produzida pelo grupo Apollo 9, "Era Uma Vez" explora temas feministas, apresentando uma crítica à mulher que se submete a padrões para agradar seu parceiro. A música foi comparada ao estilo do grupo norte-americano Destiny's Child. A composição, feita pela própria Wanessa Camargo, incorpora elementos de pop latino e R&B contemporâneo, inspirando-se em artistas como Christina Aguilera e Shakira.

## Apresentações
Como forma de divulgar a faixa a cantora deu início a turnê W in Tour... Era Uma Vez.., ela era usada como música de abertura da turnê que tinha uma temática Moulin Rouge, uma época em que as mulheres que se dedicavam à carreira artística sofriam muito preconceito. Também fez parte da Turnê Total e da Turnê Meu Momento.